# Hypotaxe
L’hypotaxe (substantif féminin), du grec ancien ὐπόταξις : hypotáxis (« subordination »), dérivé de ὐπο-τάσσω : hypo-tássō (« ranger sous »), est une figure de style qui consiste en une abondance inhabituelle des liens de subordination dans une même phrase ou dans plusieurs phrases consécutives. Il s'agit aussi d'un mode de construction de la phrase complexe, composée d'une succession de propositions, qui détermine un style particulier (style « enchâssé » par exemple ou « en cascade ») propre à certains auteurs comme Honoré de Balzac ou Marcel Proust.
L'hypotaxe permet d'expliciter l'ordonnance logique des idées dans la phrase par un mot de liaison (conjonction ou pronom relatif). On emploie aussi ce terme comme synonyme de subordination, alors que la figure de la parataxe, qui définit elle le style parataxique, est son antonyme.

## Exemple
« Il rajusta son col et son gilet de velours noir sur lequel se croisait plusieurs fois une de ces grosses chaînes d'or fabriquées à Gênes ; puis, après avoir jeté par un seul mouvement sur son épaule gauche son manteau doublé de velours en le drapant avec élégance, il reprit sa promenade sans se laisser distraire par les œillades bourgeoises qu'il recevait. »

— Balzac, Gambara

## Définition

### Définition linguistique
L'hypotaxe est marquée par une multiplication des signes typographiques désignant une subordination, et intègre souvent d'autres figures de style comme l'inversion ou l'asyndète (absence de liaison entre deux termes ou groupes de termes en rapport étroit comme dans : « bon gré, mal gré »).
L'hypotaxe relève de l'écrit et consiste en une multiplication, parfois outrancière, de charnières logiques (« et », « ou », « mais », « car », « parce que », etc.) et des subordinations enchâssées dans une même proposition (par des propositions relatives ou des complétives, par des groupes adjectivaux, verbaux, prépositionnels, etc.).
On parle d'hyperhypotaxe lorsque les propositions subordonnées sont en nombre tel que le sens est altéré, confinant à l'amphigouri ou au phébus.
La parataxe qui est le contraire de l'hypotaxe, détermine le style « coupé » caractéristique du discours oral, a contrario de l'hypotaxe.

### Définition stylistique
Les phrases dites hypotactiques ont un rendu complexe, apte aux descriptions ou aux portraits. Souvent, notamment dans l'esthétique naturaliste ou réaliste, le but de la figure est de reproduire la complexité du réel, par un foisonnement d'arguments et de propositions.
Le style complexe est typique des écrivains de la mémoire, car il permet de reconstruire le fil de la pensée dans le passé personnel ; Marcel Proust par exemple l'utilise à tel point que son style est marqué dans la conscience actuelle érudite ou populaire et a donné le qualificatif « style proustien »,
,
 :

« À cette heure où je descendais apprendre le menu, le dîner était déjà commencé, et Françoise, commandant aux forces de la nature devenues ses aides, comme dans les féeries où les géants se font engager comme cuisiniers, frappait la houille, donnait à la vapeur des pommes de terre à étuver et faisait finir à point par le feu les chefs-d'œuvre culinaires d'abord préparés dans des récipients de céramistes qui allaient des grandes cuves, marmites, chaudrons et poissonnières, aux terrines pour le gibier, moules à pâtisserie, et petits pots de crème en passant par une collection complète de casseroles de toutes dimensions. »

— Marcel Proust, Du côté de chez Swann

## Figures proches
| Figure mère | Figure fille  |
| ----------- | ------------- |
| répétition  | hyperhypotaxe |

| Antonyme | Paronyme | Synonyme                                              |
| -------- | -------- | ----------------------------------------------------- |
| Parataxe |          | multiplication (au sens rhétorique), complexification |

## Domaines transverses
Dans l'Antiquité, l'hypotaxe est une manœuvre militaire consistant à placer les fantassins en équerre.

### voir aussi
Lucien Tesnière, Éléments de syntaxe structurale, Klincksieck, Paris 1988. Préface de Jean Fourquet, professeur à la Sorbonne. Deuxième édition revue et corrigée, cinquième tirage.  (ISBN 2-252-02620-0)